# Zeng Jinlian
Zeng Jinlian (chiń. 曾金莲; ur. 25 czerwca 1964, zm. 13 lutego 1982 w Hunan) – najwyższa kobieta w historii.
Zmarła 13 lutego 1982 w Hunan na cukrzycę. W momencie śmierci mierzyła 248 cm.